# Gmina North Fork (Iowa)

Położenie Gminy North Fork w hrabstwie Delaware

Gmina North Fork (ang. North Fork Township) – gmina w USA, w stanie Iowa, w hrabstwie Delaware. Według danych z 2000 roku gmina miała 512 mieszkańców, a jej powierzchnia wynosi 94,02 km².